# 선천아이오딘결핍증후군

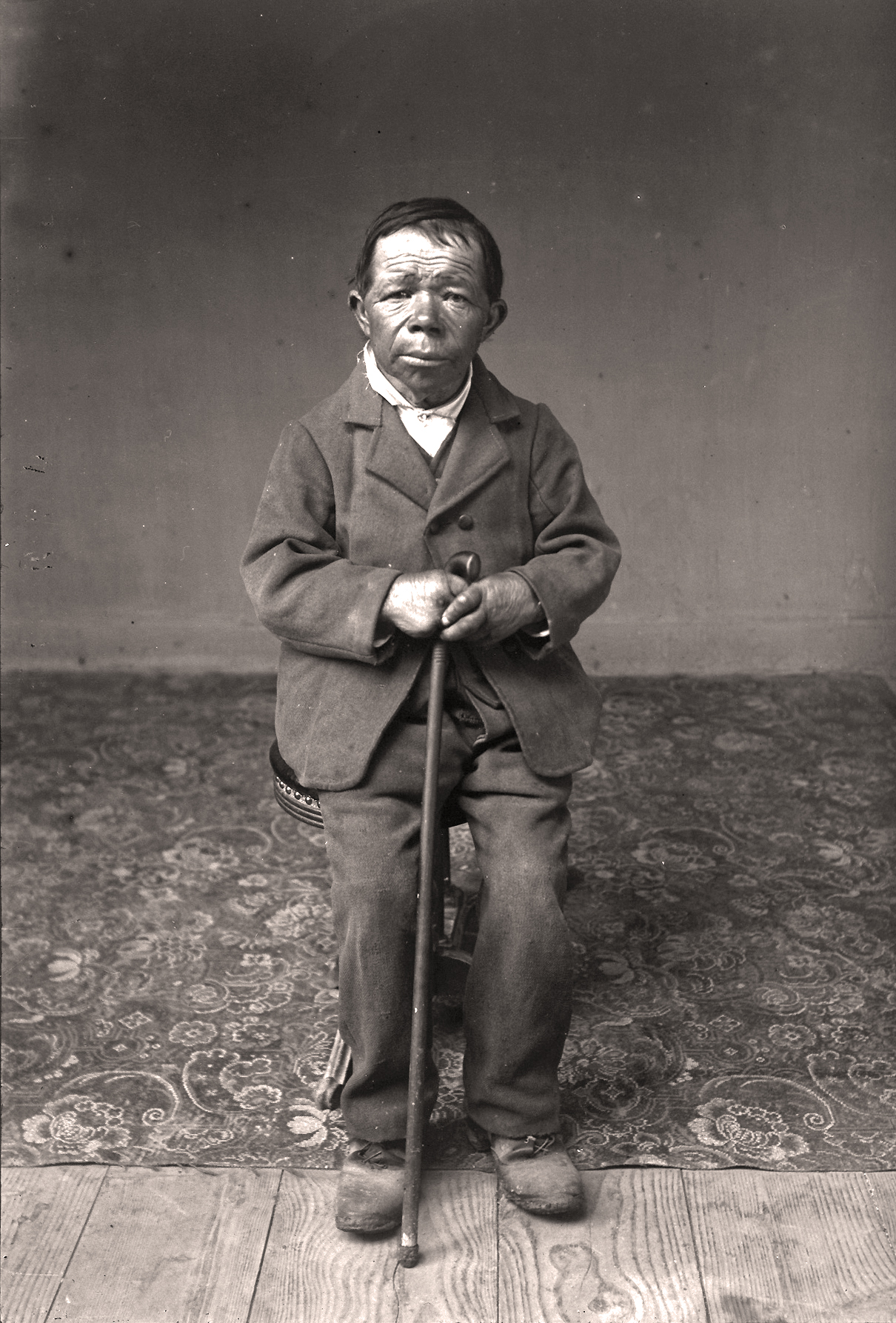

선천아이오딘결핍증후군(congenital iodine deficiency syndrome)은 태아 상태에서 아이오딘이 결핍되어 출생 후에도 갑상샘저하증이 생기는 병이다. 선천갑상샘저하증의 일종이며 저개발 국가의 내륙 지역에서 많이 생기는 형태이다.